# Понс-Инлет (Флорида)
Понс-Инлет (англ. Ponce Inlet) — небольшой город (таун), расположенный в округе Волуша (штат Флорида, США) с населением в 2513 человек по статистическим данным переписи 2000 года.

## География
По данным Бюро переписи населения США город Понс-Инлет имеет общую площадь в 37,81 квадратных километров, из которых 11,14 кв. километров занимает земля и 26,68 кв. километров — вода. Площадь водных ресурсов округа составляет 70,56 % от всей его площади.
Город Понс-Инлет расположен на высоте 4 м над уровнем моря.

## Демография
По данным переписи населения 2000 года в Понс-Инлет проживало 2513 человек, 883 семьи, насчитывалось 1206 домашних хозяйств и 2043 жилых дома. Средняя плотность населения составляла около 66,46 человек на один квадратный километр. Расовый состав населённого пункта распределился следующим образом: 97,73 % белых, 0,60 % — чёрных или афроамериканцев, 0,24 % — коренных американцев, 0,72 % — азиатов, 0,04 % — выходцев с тихоокеанских островов, 0,52 % — представителей смешанных рас, 0,16 % — других народностей. Испаноговорящие составили 1,55 % от всех жителей.
Из 1206 домашних хозяйств в 11,9 % воспитывали детей в возрасте до 18 лет, 65,9 % представляли собой совместно проживающие супружеские пары, в 5,1 % семей женщины проживали без мужей, 26,7 % не имели семей. 21,9 % от общего числа семей на момент переписи жили самостоятельно, при этом 10,1 % составили одинокие пожилые люди в возрасте 65 лет и старше. Средний размер домашнего хозяйства составил 2,08 человек, а средний размер семьи — 2,38 человек.
Население города по возрастному диапазону по данным переписи 2000 года распределилось следующим образом: 10,1 % — жители младше 18 лет, 3,2 % — между 18 и 24 годами, 15,6 % — от 25 до 44 лет, 38,2 % — от 45 до 64 лет и 32,9 % — в возрасте 65 лет и старше. Средний возраст жителей составил 57 лет. На каждые 100 женщин в Понс-Инлет приходилось 95,0 мужчин, при этом на каждые сто женщин 18 лет и старше приходилось 93,3 мужчин также старше 18 лет.
Средний доход на одно домашнее хозяйство составил 52 112 долларов США, а средний доход на одну семью — 58 828 долларов. При этом мужчины имели средний доход в 42 188 долларов США в год против 31 989 долларов среднегодового дохода у женщин. Доход на душу населения составил 52 112 долларов в год. 3,7 % от всего числа семей в населённом пункте и 5,1 % от всей численности населения находилось на момент переписи населения за чертой бедности, при этом 8,8 % из них были моложе 18 лет и 3,1 % — в возрасте 65 лет и старше.